# 데이오케스

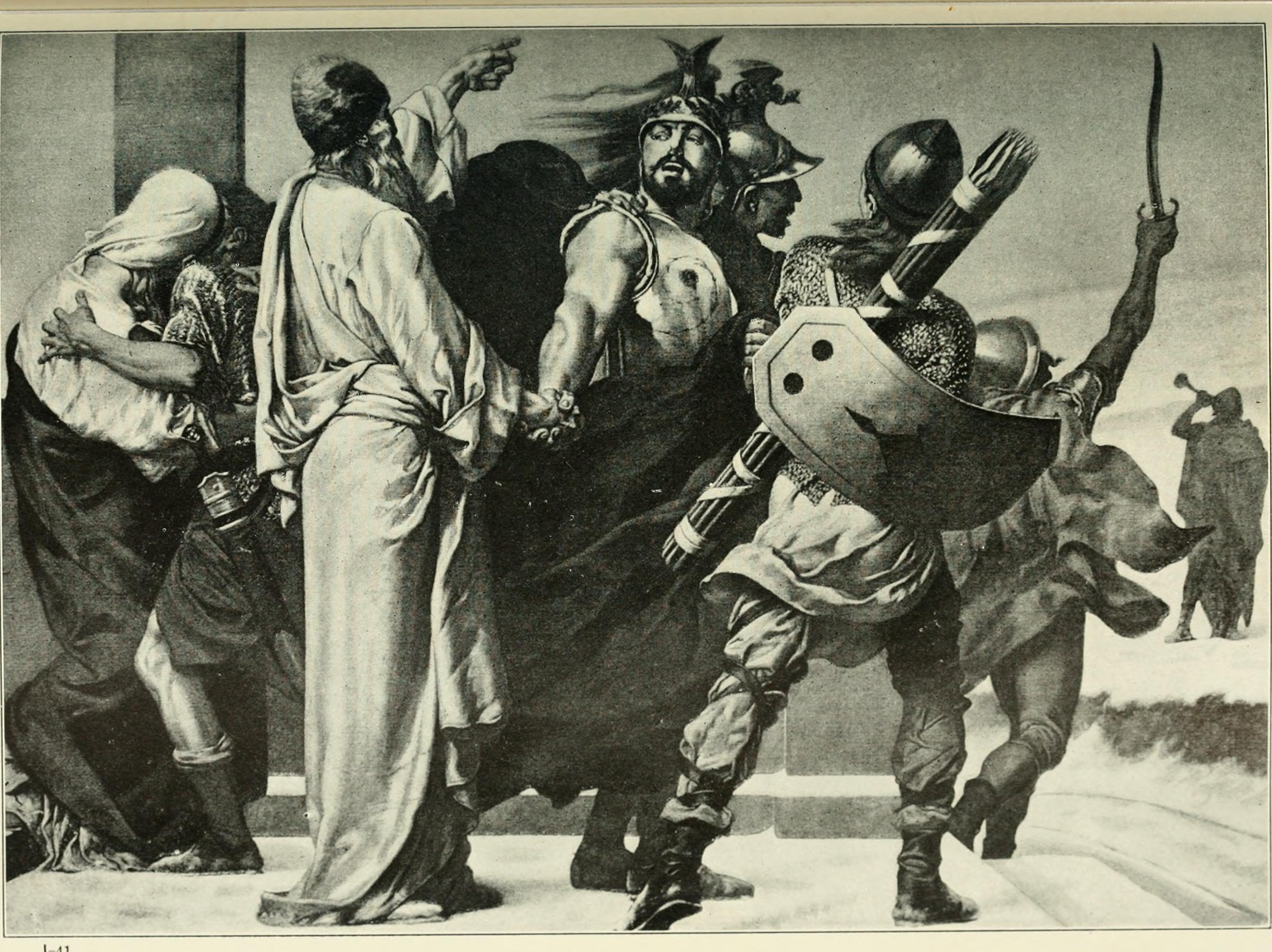

데이오케스(Deiokes, 그리스어: Δηιόκης)는 메디아 제국의 초대 왕이다. 헤로도토스에 의하면, 기원전 8세기 후반에 메디아의 왕으로 메디아 제국을 통치했다.

## 이력
고대 그리스의 역사가 헤로도토스의 기술에 따르면 데이오케스는 프라오르테스의 아들로, 고향에서 재판관이 되었으며, 그의 공정한 재판으로 넓은 지역에서 좋은 평판을 얻게 되었다고 한다. 자신의 영향력을 깨달은 데이오케스는 재판관을 그만두겠다고 선언했다. 그러자 도둑질과 불법행위가 전보다 더 판을 쳤고, 사람들은 데이오케스에 재판관으로 돌아와 달라고 애원했다. 데이오케스의 요구에 의한 사람들은 데이오케스를 왕으로 뽑아 나라를 통치해 줄 것을 희망했다.
데이오케스는 왕위를 받아들이고 궁전을 새 수도로 건설하라고 명령했다. 이것이 엑바타나(현재의 하마단)가 건설된 이유로 알려졌다. 데이오케스는 독재자로 통치했고, 백성들을 직접 만나려고 하지 않았다. 최고 판사로서 행동하면 동시에 전국에 밀정과 도청꾼을 풀어 놓아 법이 이뤄지는지를 감시시켰다고 한다. 데이오케스는 많은 부족을 통일하고 미디어 왕국을 건설했다. 그렇게 53년간 메디아를 통치한 뒤 기원전 7세기 중반에 사망했다.